# Khinh công
Khinh công (chữ Hán: 輕功; khinh nghĩa là "nhẹ", như "coi trọng coi khinh" = "coi nặng coi nhẹ"; "công" trong từ "võ công") là một hình thức tập luyện sức bật cho đôi chân để đạt được hiệu quả trong di chuyển, đặc biệt trong võ thuật thì khinh công chiếm một vị trí tối quan trọng. Khinh công vốn là môn công phu bắt nguồn từ Trung Hoa, có tác dụng giúp con người làm giảm trọng lượng cơ thể để nhảy cao và xa hơn, di chuyển nhanh và nhẹ nhàng hơn. Các cao thủ xưa kia từng đánh giá trình độ võ thuật của một người qua khinh công của người đó, vì sao vậy? Khả dĩ trong võ thuật thì cước pháp được xếp vào hàng đầu, mà phi cước chiếm vị trí quan trọng nhất. Chiếm lĩnh được độ cao thế tấn công như vũ bão là then chốt. Phi như rồng lượn cước như hổ vồ, thế trùng trùng quả là cao diệu. Ngoài ra kinh công còn có ích lợi trong những tình huống hiểm nguy, dùng bộ pháp nhanh nhẹn thoát thân. Các tiểu thuyết võ hiệp thường quá hư cấu khiến khinh công thành một lĩnh vực mang màu sắc thần kì. Thực tế thì không hẳn là như vậy, tuy không thể đạt tới trình độ phi thân nhanh như một mũi tên hay đạp trên mặt nước v.v... nhưng nếu chăm chỉ rèn luyện thì cũng có những lợi ích to lớn cho sức khỏe cũng như cho khả năng chiến đấu.